# Roman Lentner
Roman Jan Lentner (ur. 15 grudnia 1937 w Chropaczowie, zm. 15 marca 2023 w Berlinie) – polski piłkarz i trener. W latach 1957–1960 reprezentant Polski, wieloletni zawodnik Górnika Zabrze. Ośmiokrotny mistrz Polski i trzykrotny zdobywca Pucharu Polski, olimpijczyk.

## Kariera klubowa
Był wychowankiem klubu Czarni Chropaczów. W drużynie z Chropaczowa występował w latach 1947–1953 raz w roku 1956. W 1953 roku został zawodnikiem LZS Karlino, w którym występował do 1956 roku. W tym samym roku został zawodnikiem Górnika Zabrze. W klubie z Zabrza rozegrał 14 sezonów występując w 241 spotkaniach.  Z Górnikiem ośmiokrotnie zdobył tytuł mistrza Polski, trzykrotnie zdobył Puchar Polski. 
W 1967, w meczu jego Górnika przeciwko Stali Sosnowiec, zdobył gola w 6. sekundzie meczu. Zakończył karierę piłkarską w wieku 31. lat, z powodu kontuzji nogi.

## Kariera reprezentacyjna
Jako piłkarz Górnika Zabrze został powołany do reprezentacji Polski. Zadebiutował w niej 19 maja 1957, w przegranym 0:1 meczu z Turcją w Warszawie. W 1960 wystąpił na igrzyskach olimpijskich w Rzymie, a w 1957 – w legendarnym, wygranym 2:1 meczu na Stadionie Śląskim przeciwko ZSRR (do czasu swojej śmierci w 2023 był jednym z dwóch żyjących, obok Lucjana Brychczego, uczestników tegoż spotkania).

## Życie prywatne
Urodził się 15 grudnia 1937 w Chropaczowie. Syn Pawła i Elżbiety Jureczko, absolwent szkoły zawodowej o zawodach tokarz, mierniczy, technik – górnik. Po zakończeniu kariery piłkarskiej został trenerem.
Odznaczony Złotym Krzyżem Zasługi. W 1988 roku Lentner przeprowadził się do Niemiec, zamieszkał w Berlinie. Miał problemy z sercem, dwukrotnie przechodząc jego zawał. Zmarł 15 marca 2023 w Berlinie.